# Academia Real das Ciências da Suécia
A Academia Real das Ciências da Suécia (em sueco Kungliga Vetenskapsakademien) foi fundada durante o reinado de Frederico I, em 1739, pelo naturalista Carl Linnaeus, pelo industrial Jonas Alströmer, pelo engenheiro mecânico Mårten Triewald e pelo político Anders Johan von Höpken.

## Organização
Organizada nos moldes da Royal Society de Londres e da Académie des Sciences de Paris, é uma sociedade científica independente que visa promover as ciências, especialmente as ciências naturais e as matemáticas.

## Seleção de premiações
Comitês da Academia realizam a seleção e atribuição do prêmio Nobel de física, química e economia e mais os seguintes prêmios internacionais:
- Prêmio Crafoord de astronomia, matemática, geociências, biologia (com ênfase em ecologia e artrite reumatóide)[5]
- Prêmio Rolf Schock de lógica e filosofia[6]
- Prêmio Gregori Aminoff de cristalografia[7]
- Medalha Oskar Klein

## Ligação externa
- Academia Real das Ciências da Suécia
- Portal vídeo da Academia Real das Ciências da Suécia